# مائه‌با یوشی‌تسوگو
مائه‌با یوشی‌تسوگو، کاتسورادا ناگاتوشی ((به ژاپنی: 前波 吉継 Maeba Yoshitsugu); ۱۵۴۱ – ۱۰ فوریهٔ ۱۵۷۴) سامورایی از ملازم خاندان آساکورا در دوره سنگوکو در ژاپن بود. وی به خاندان آساکورا خیانت کرده و در حمله اودا نوبوناگا در طی
محاصره قلعه ایچیجودانی به عنوان راهنمای ولایت اچیزن با نوبوناگا همکاری کرد.
سال ۱۵۷۳ میلادی اودا نوبوناگا، آساکورا یوشیکاگه و آزای ناگاماسا را یکی پس از دیگری نابود کرد و قلمروی خاندان آساکورا، ولایت اچیزن را به قلمروی خود زمینه کرده و مقام شوگودای (معاون فرمانداری) این ولایت را به ملازم این خاندان مائه‌با یوشی‌تسوگو سپرد. اما رفتار یوشی‌تسوگو با اهالی خشونت‌آمیز بود. تودا ناگاشیگه ملازم دیگر خاندان آساکورا نسبت به مائه‌با یوشی‌تسوگو احساس رقابت و حسادت داشت. وی با توسل به نیروی شورشیان مائه‌با یوشی‌تسوگو را به قتل رساند و قصد داشت مقام وی را به دست بیاورد. سال پس از آن در سال ۱۵۷۵ شورشیان بودایی این بار تودا ناگاشیگه را کشتند. پس از آن شورشیان بودایی ولایت اچیزن را در دست خود گرفتند.